# Xiangyang, Hegang
Xiangyang är ett stadsdistrikt i Hegangs stad på prefekturnivå i Heilongjiang-provinsen i nordöstra Kina. Det ligger omkring 330 kilometer nordost om provinshuvudstaden Harbin. 